# USS LST-446
O USS LST-446 foi um navio de guerra norte-americano da classe LST que operou durante a Segunda Guerra Mundial.